# Olías del Rey
Olías del Rey és un municipi de la província de Toledo, a la comunitat autònoma de Castella la Manxa. Limita amb Yunclillos i Cabañas de la Sagra al nord, Magán i Mocejón a l'est, Toledo al sud i Bargas a l'oest.

## Demografia
| 1996  | 1998  | 1999  | 2000  | 2001  | 2002  | 2003  | 2004  | 2005  | 2006  |
| ----- | ----- | ----- | ----- | ----- | ----- | ----- | ----- | ----- | ----- |
| 4.205 | 4.125 | 4.178 | 4.287 | 4.449 | 4.598 | 4.939 | 5.146 | 5.600 | 5.691 |

## Administració
| Període      | Nom de l'alcalde/-essa         | Partit polític | Data de possessió |
| ------------ | ------------------------------ | -------------- | ----------------- |
| 1979 - 1983  | José María Manzanares Martín   | UCD            | 19/04/1979        |
| 1983 - 1987  | José María Manzanares Martín   | Independent    | 28/05/1983        |
| 1987 - 1991  | José María Manzanares Martín   | CDS            | 30/06/1987        |
| 1991 - 1995  | Felix Tordesillas Ballesteros  | PSOE           | 15/06/1991        |
| 1995 - 1999  | Juan José Trujillo Carmona     | PP             | 17/06/1995        |
| 1999 - 2003  | Juan José Trujillo Carmona     | PP             | 03/07/1999        |
| 2003 - 2007  | Luis Miguel Hernández Martínez | PSOE           | 14/06/2003        |
| 2007 - 2011  | Luis Miguel Hernández Martínez | PSOE           | 16/06/2007        |
| 2011 - 2015  | n/d                            | n/d            | 11/06/2011        |
| 2015 - 2019  | n/d                            | n/d            | 13/06/2015        |
| 2019 - 2023  | n/d                            | n/d            | 15/06/2019        |
| Des del 2023 | n/d                            | n/d            | 17/06/2023        |

## Personatges il·lustres
- Eloy Benito Ruano: historiador medievalista.